# Gloria Begué
Gloria Begué Cantón (La Bañeza, 23 de enero de 1931-Madrid, 27 de diciembre de 2016) fue una jurista y economista española, titular de la cátedra de Economía Política y Hacienda Pública en la Universidad de Salamanca.
Ganó la oposición en 1964 y se convirtió en la primera mujer catedrática de una facultad de Derecho y la cuarta que conseguía una cátedra en España. También fue la primera mujer decana de la universidad española, cuando en 1969 fue elegida decana de la Facultad de Derecho de la Universidad de Salamanca. En 1977 fue nombrada senadora por designación real en la legislatura constituyente y en 1980, a propuesta del Senado, magistrada del Tribunal Constitucional, institución de la que fue vicepresidenta desde 1986 hasta 1989.

## Trayectoria
Compatibilizó los estudios superiores de Derecho y Ciencias Económicas en la Universidad Complutense de Madrid obteniendo la licenciatura de ambas carreras y el doctorado en Derecho. Posteriormente se trasladó al Departamento de Economía de la Universidad de Chicago donde de 1958 a 1961 realizó estudios de doctorado. En 1963 de regreso a España obtuvo por oposición la plaza de profesora adjunta de Economía Política de la Facultad de Derecho de la Universidad Complutense de Madrid y fue adjunta de Teoría económica en la Facultad de Ciencias Políticas y económicas.
En 1964 ganó la Cátedra de Economía Política y Hacienda Pública de la Facultad de Derecho de la Universidad de Salamanca. En el concurso-oposición obtuvo el número uno. Fue la primera mujer catedrática en una facultad de derecho y la cuarta catedrática de todas las facultades del país. En 1969 fue elegida decana de la Facultad de Derecho y se convirtió en la primera mujer decana de la universidad española. Presentó su dimisión en 1972 poco después de su reelección por discrepancias con la política universitaria del Ministerio.
En julio de 1977 fue nombrada senadora por designación real y formó parte de las Cortes Constituyentes. Se integró en el grupo parlamentario Agrupación Independiente. Destacan sus intervenciones en materia educativa. A diferencia de otros senadores, Begué no defendió al sector privado de la enseñanza en contraste con los sectores democristianos de la UCD. En coherencia con esta posición, años después, no formularía ningún voto particular frente a la sentencia sobre la Ley Orgánica 8/1985, de 3 de julio, reguladora del Derecho a la Educación (LODE).
Al finalizar la Legislatura Constituyente, en diciembre de 1979, ocupó el cargo de directora del Instituto Regional de Castilla y León y asimismo despeñó la presidencia de la Comisión Mixta Administración del Estado-Consejo General de Castilla y León, encargada de gestionar el traspaso de competencias.
En 1980, a propuesta de la UCD con el apoyo del PSOE, fue elegida por el Senado magistrada del Tribunal Constitucional. En 1986, fue elegida vicepresidenta de este Tribunal por ocho votos a favor y cuatro votos en blanco, por lo que pasó a presidir la Segunda Sala del Tribunal. Era la única mujer en el Tribunal Constitucional. Considerada como uno de los miembros conservadores del tribunal, su elección fue interpretada por algunos medios de comunicación como «el resultado de la voluntad de la mayoría del tribunal por tender un puente» a la minoría conservadora y también como una forma de «terminar con los intentos de dividir desde fuera a los 12 magistrados». Los mismos medios destacaban que la elección era «un reconocimiento a la tarea de Gloria Begué como magistrada, con independencia de las posiciones ideológicas que haya sostenido».
Actuó como ponente en más de un centenar de sentencias entre las que destacan las relativas al derecho al trabajo, la presunción de inocencia, la objeción de conciencia, el escudo de Navarra o la autonomía universitaria. Votó en contra de la expropiación de Rumasa por considerarla inconstitucional, discrepando de la mayoría socialista. En cuanto a la sentencia sobre la ley que despenalizó parcialmente el aborto, votó con la mayoría a favor de la inconstitucionalidad del proyecto de ley, si no se introducían —como posteriormente se hizo— determinadas modificaciones en el definitivo texto legal. Fue también ponente de la sentencia sobre la LOAPA.
En febrero de 1989, al alcanzar el periodo máximo de nueve años, cesó como magistrada y vicepresidenta del Tribunal Constitucional y regresó a la Universidad de Salamanca, en la que ejerció como catedrática y directora del Departamento de Economía Aplicada hasta su jubilación en 2001. En reconocimiento a su trayectoria académica, la Universidad de Salamanca le concedió en 2004 la Medalla de la Universidad, «máximo galardón que se otorga una persona o institución».
Por otro lado, fue presidenta de la Junta Gestora del Instituto de Cuestiones Internacionales y de la Fundación Agrupación Independiente del Senado, miembro del Consejo Científico del Instituto Europeo de España y del Comité de Expertos de la Expo 92, así como del Consejo para el Debate sobre el Futuro de la Unión Europea. Académica electa de número de la Academia de Ciencias Morales y Políticas, fue la primera mujer que accedió a esta Academia.

## Distinciones
- Gran cruz de la Orden de Isabel la Católica
- Gran cruz de la Orden del Mérito Civil
- Orden del Mérito Constitucional
- Medalla de la Universidad de Salamanca